# Île Blondeau
Île Blondeau är en ö i Djibouti. Den ligger i den centrala delen av landet, 60 km väster om huvudstaden Djibouti.